# 布川弘
布川 弘（ぬのかわ ひろし、1958年2月5日 - 2019年9月27日）は、日本の歴史学者。専門は日本近現代史。

## 人物・来歴
山形県寒河江市生まれ。山形県立寒河江高等学校卒業、1980年金沢大学法文学部卒。1982年同大学院文学研究科修士課程修了、1990年神戸大学大学院文化学研究科博士後期課程単位取得退学。1996年広島大学総合科学部助教授、2006年同大学院総合科学研究科教授。
2019年9月27日、頭頸部癌により神戸市中央区の病院で死去、61歳没。

## 著書
- 『戦間期における国際秩序構想と日本　太平洋問題調査会における論議を中心として』文部科学省科学研究費補助金研究成果報告書 2007
- 『近代日本社会史研究序説』広島大学出版会 2009
- 『平和の絆 新渡戸稲造と賀川豊彦、そして中国』丸善（叢書インテグラーレ） 2011
- 『〈近代都市〉広島の形成』吉川弘文館 2018

### 共著
- 小路田泰直監修 布川弘解説『日本大博覧会と明治神宮　日本大博覧会関係史料明治神宮関係史料』ゆまに書房 2003
- 勝部眞人編『近代東アジア社会における外来と在来』清文堂出版 2014
- 河西英通編『軍港都市研究3』清文堂出版 2014
- 坂根嘉弘編『地域のなかの軍隊5』吉川弘文館 2015